# Битва при Касселе (1328)

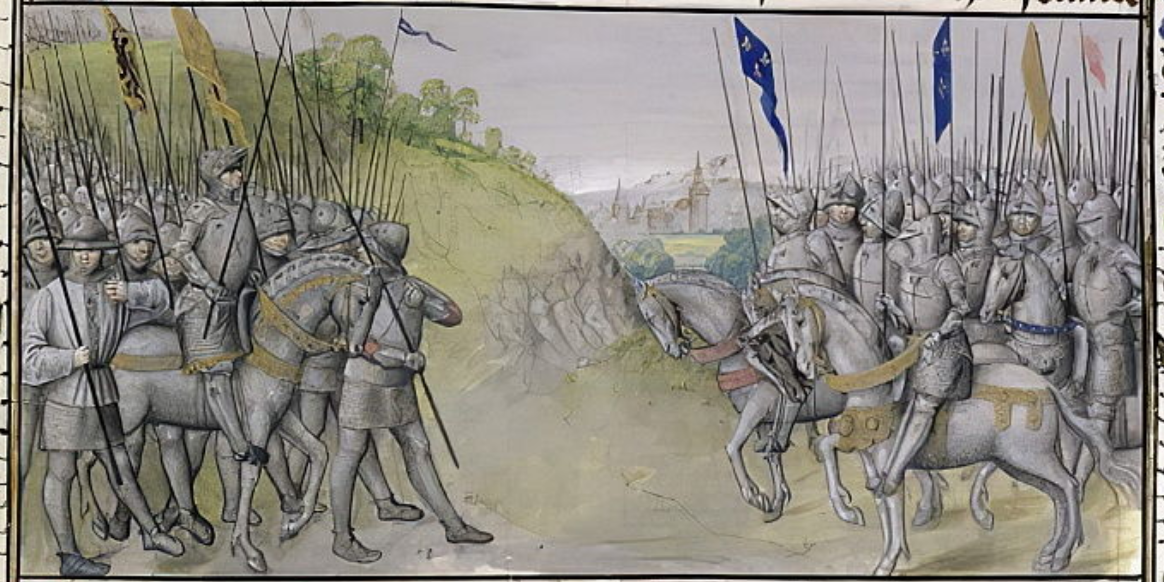
Битва при Касселе

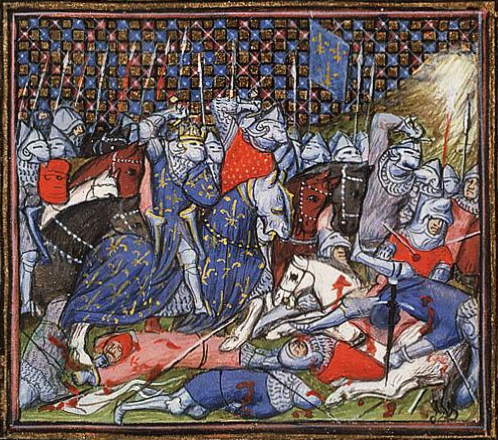
Битва при Касселе

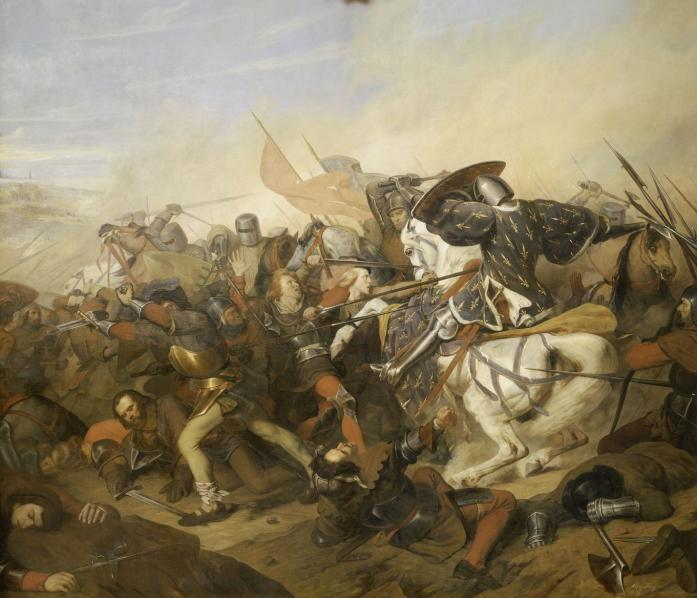
Битва при Касселе

Битва при Касселе (La bataille de Cassel) произошла 23 августа 1328 года недалеко от города Кассель на севере Франции между войсками французского короля Филиппа VI и фламандским ополчением под предводительством богатого крестьянина Николааса Заннекина.

## Предыстория
Филипп VI Валуа после коронации решил совершить военный поход во Фландрию, жители которой восстали против графа Людовика Неверского: фламандцы, привыкшие к вольности после Битвы шпор (1302), отказывались признавать феодальные права дворянства.
В 1328 году граф Фландрии после принесения оммажа новоизбранному королю попросил у него помощи против непокорных подданных, и эту же просьбу повторил на церемонии коронации. Филипп VI счёл это хорошей возможностью для укрепления своего авторитета, и начал собирать армию. Не все князья горели желанием участвовать. И именно Филиппу VI историки приписывают фразу, сказанную 28 июля 1328 года, которую позже говорила Жанна д’Арк: «Qui m’aime me suive!» (Кто любит меня — за мной!) Почувствовав в ней скрытую угрозу, герцоги и графы выставили свои отряды. Выставили войска также король Чехии Иоганн Люксембургский и граф Эно Гильом Добрый.
С Филиппом VI отправились 196 баннеров-знамён, сведённые в 11 баталий. Баннер состоял из нескольких рыцарских копий: рыцаря, его слуги и конного арбалетчика, лучника или воина-кутильё. Численность баннера могла быть разной, но по оценкам современных исследователей, общая численность французской конницы при Касселе составила около 4 тыс. всадников. По мнению средневековых историков, королевская армия насчитывала 2500 рыцарей и 12 тысяч человек пехоты и лучников. Не позднее 20 августа французское войско подошло к городу Кассель, в 30 км к югу от Дюнкерка. Это был важный оплот восставших, прикрывавший дорогу на Ипр, Гент и Брюгге.
Фламандское ополчение согласно Хроникам Фруассара насчитывало 16 тысяч человек. Его командир Николаас Заннекин выбрал очень удобную позицию — на высоком Кассельском холме (700 м над уровнем моря), откуда хорошо просматривалась вся округа. Идти на неё штурмовой атакой означало обречь себя на огромные потери.
Французские войска, хорошо обеспеченные провизией, расположились на отдых. Конные отряды занялись грабежами и поджогами в окрестных сёлах.
Не зная, с какой стороны начнётся штурм, Николаас Заннекин разделил ополчение на 3 части, которые расположились в пределах видимости, но в некотором отдалении друг от друга.

## Ход сражения
Вечером 23 августа французские рыцари отдыхали, сняв доспехи, а король со своим окружением сел ужинать. Николаас Заннекин, который командовал самым ближним фламандским отрядом, решил совершить внезапную атаку на королевский лагерь. Другие отряды выступили: один в направлении лагеря короля Чехии, другой — против графа Эно Гильома Доброго. Ополченцы старались идти незаметно, пользуясь естественными укрытиями. Однако их заметил один из французских рыцарей, по какой-то причине оказавшийся поблизости. Он поспешил сообщить обо всём королю.
Против французской пехоты эффект внезапности сработал, и она обратилась в бегство. Однако Филипп VI успел собрать кавалерию. Без доспехов, в одной расшитой рубахе, король двинул свой отряд навстречу врагу. С другого фланга по фламандцам ударил дофин Вьеннский Гиг VIII де Ла Тур дю Пэн, командовавший 7-м корпусом. Остальные рыцари тоже успели перегруппироваться и ввязались в бой. Особенно отличилось войско графа де Эно.
Фламандцы были вынуждены перейти к обороне, сбившись в круг «локоть к локтю». С каждой минутой их ряды таяли, и вскоре остатки ополчения сдались в плен. Пехотинцы арьергарда фландрских отрядов участия в сражении не принимали и предпочли спастись бегством.

## Результаты
Всего по разным подсчётам фламандцы потеряли погибшими от 2000 до 3200 человек. Потери французской армии были незначительны (рыцарей погибло 17 человек). Ипр и Брюгге поспешили признать власть короля, и в обеспечение своей покорности предоставили 1400 заложников из числа самых уважаемых горожан. Остальные города последовали их примеру. Имущество восставших было конфисковано. Однако, как говорит средневековый историк, они потеряли много денег, но мало жизней — Филипп VI приказал отпустить всех пленных. Был приговорен к казни только бургомистр Брюгге Гильом де Декен — но не за участие в мятеже, а по подозрению в том, что хотел сдать город англичанам (казнён 15 декабря 1328 года). Привилегии всех городов, кроме Гента, были отменены или урезаны.